# State of Decay (jeu vidéo)
Pour les articles homonymes, voir State of Decay.
State of Decay est un jeu vidéo de tir à la troisième personne développé par Undead Labs et édité par Microsoft Studios, sorti en 2013 sur Xbox 360 et Windows. Une version haute définition intitulée State of Decay: Year One est sortie le 21 octobre 2015. Elle améliore le gameplay et inclut les 2 contenus téléchargeables : Breakdown et Lifeline (dans sa version Survival Edition).
Une suite, State of Decay 2, a été annoncée lors de l'E3 2016. Elle est disponible depuis le 22 mai 2018.

## Système de jeu
State of Decay est un jeu a la troisième personne mêlant jeu de tir et construction de bases et d'avant-postes. Le joueur est responsable d'un petit groupe de survivants faisant face à des zombies. Avec leur aide, le joueur peut soit suivre les missions du scénario soit accomplir différentes tâches et objectifs secondaires pour la survie de la communauté. La superficie du jeu est de 16km², dont 8 km² jouable.
Le joueur peut choisir entre différents lieux pour construire sa base. Il peut ensuite l’améliorer de diverses façon : tours de gardes, jardin, dortoir, cuisine, atelier, aile médicale, etc. Cela permet d'aider les survivants à rester en sécurité et en bonne santé. Le joueur doit également récolter et gérer différentes ressources obtenues principalement lors de fouilles, associer des actions à certaines constructions et gérer l'inventaire de la communauté et de chacun de ses membres (armes, médicaments, munitions, nourriture et autres accessoires...).
Le joueur peut utiliser des véhicules différents (voitures de sport comme pick-ups) ayant différentes caractéristiques en fonction du modèle (espace dans le coffre, vitesse, solidité). Il peut aussi rentrer en contact avec d'autres survivants pour agrandir la communauté, voire d'autres petites communautés voisines pour les aider lors de missions et faire du commerce avec elles (système monétaire avec les points d'influence).

## Accueil
- Canard PC : 9/10[3]
- IGN : 8,9/10[4]
- Jeuxvideo.com : 14/20[5]